# Cryptanthus coriaceus
Cryptanthus coriaceus é uma espécie de  planta do grupo Cryptanthus, na família das bromélias.

## Taxonomia
A espécie foi decrita em 1991 por Elton Martinez Carvalho Leme.

## Forma de vida
É uma espécie terrícola e herbácea.

## Conservação
A espécie faz parte da Lista Vermelha das espécies ameaçadas do estado do Espírito Santo, no sudeste do Brasil.

## Distribuição
A espécie é endêmica do Brasil e encontrada nos estados brasileiros de Bahia e Espírito Santo.
A espécie é encontrada no domínio fitogeográfico de Mata Atlântica, em regiões com vegetação de floresta ombrófila pluvial e restinga.